# Visita pastorale di papa Giovanni Paolo II nei Paesi Bassi

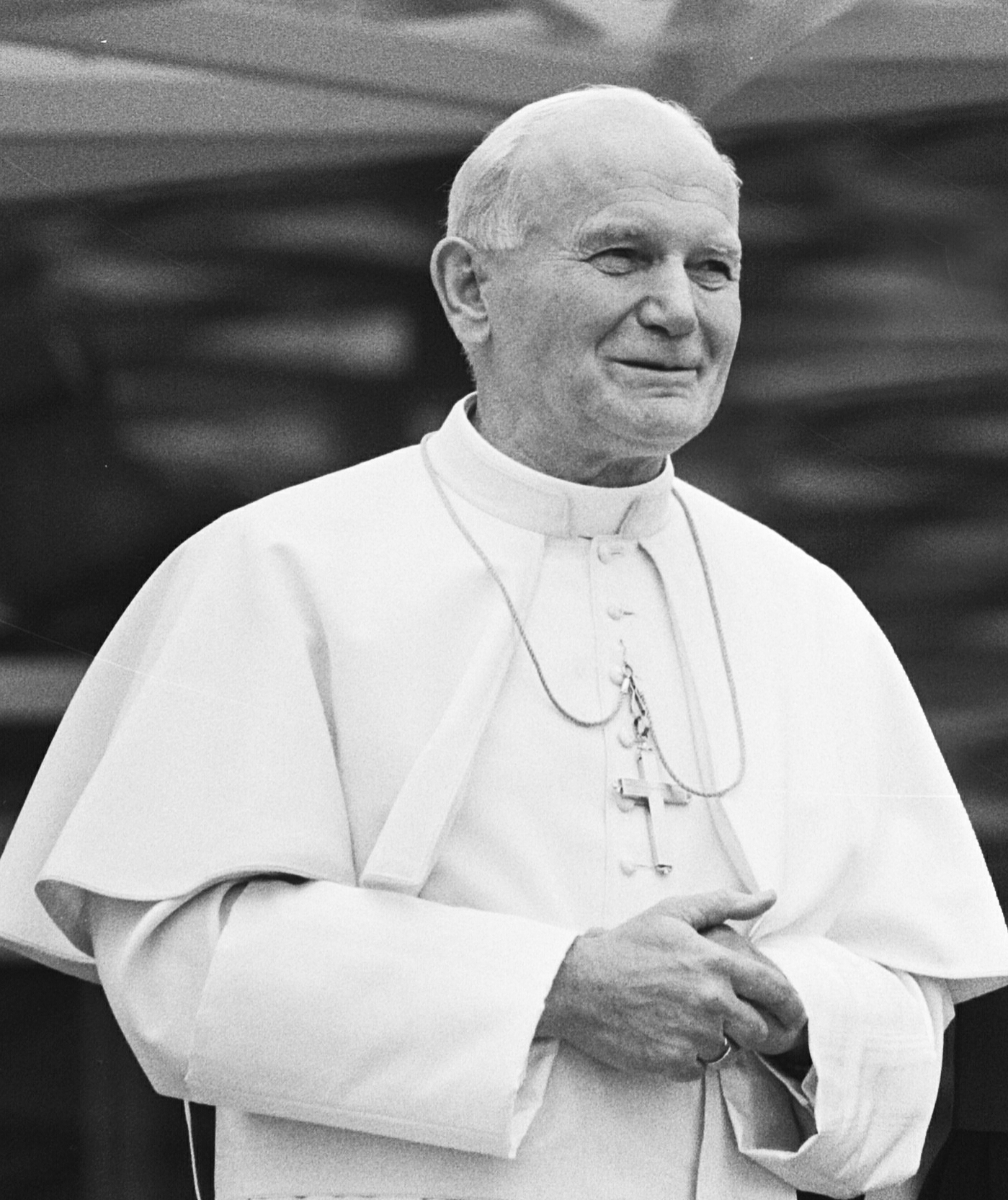
Papa Giovanni Paolo II nel aeroporto di Eindhoven (11 maggio 1985)

La visita pastorale di papa Giovanni Paolo II nei Paesi Bassi (che faceva parte di una visita più lunga in cui il pontefice visitò anche il Belgio e il Lussemburgo) ebbe luogo dall'11 al 14 maggio 1985. La visita fu caratterizzata da imponenti misure di sicurezza e dalla fredda accoglienza da parte della popolazione olandese.

## Cosa accadde precedentemente
Papa Giovanni Paolo II fu il primo papa che visitò i Paesi Bassi da quando papa Leone IX lo fece nell'XI secolo per consacrare la chiesa di san Lorenzo a Voerendaal. In seguito, soltanto papa Adriano VI, che era originario di Utrecht, pose piede su suolo olandese.
Prima della visita il giornale Elseviers aveva realizzato un sondaggio tra la popolazione olandese. Dal sondaggio emerse che il papa era gradito appena dal 3% dei cattolici olandesi. Nel programma satirico televisivo Pisa, il papa venne imitato da Henk Spaan e Harry Vermeegen con il nome di Popie Jopie prima del suo arrivo. I critici cattolici si erano precedentemente uniti prima della visita nel movimento dell'otto maggio, a causa dell'insoddisfazione derivante dall'influenza ortodossa del governo in carica nella Chiesa Cattolica Olandese. In seguito Hans van Munster (vicepresidente dell'organizzazione della visita papale) che la visita non avrebbe mai dovuto aver luogo. La visita venne realizzata semplicemente perché il papa aveva già promesso che sarebbe andato in Belgio e in Lussemburgo e non poteva lasciarsi i Paesi Bassi alle spalle. Prima della visita ad Amsterdam furono appesi dei poster grazie al movimento del Colpo, sui quali il papa venne raffigurato con una svastica sul braccio e un bersaglio sulla sua testa. I poster promisero una ricompensa di 15.000 fiorini olandesi a chiunque avrebbe assassinato il papa. Quando l'arcivescovo Adrianus Simonis avvisò il papa che ad Amsterdam erano stati appesi dei poster di quel genere, lui disse, facendo riferimento alla ricompensa sulla sua testa: "Non è molto".

## Arrivo a Eindhoven
Nel pomeriggio di sabato 11 maggio il papa atterrò all'aeroporto di Eindhoven. Qui il papa baciò il suolo olandese, come era solito fare nei suoi viaggi. Durante una breve cerimonia di benvenuto, il papa fece riferimento "al buon legame esistente tra questo Paese e la Santa Sede" e definì i Paesi Bassi una terra "che è sempre stata ricca di forze umane e religiose". L'accoglienza all'aeroporto era già peraltro un presagio di quello che sarebbe accaduto in seguito. Invece delle centinaia di migliaia di solito presenti quando il papa visitava un paese, c'erano questa volta appena qualche migliaio di spettatori di fronte alla pista di atterraggio di Eindhoven. Quello stesso giorno la compagnia si spostò a 's-Hertogenbosch, dove il papa prese parte a un cammino di preghiera per la città, condusse la Santa Messa nella cattedrale di 's-Hertogenbosch, dove inoltre benedisse l'altare. In città l'umore non era alto. Sei mesi prima, infatti, il papa aveva nominato vescovo Johannes ter Schure, fino a quel momento vicario generale della diocesi di Roermond del vescovo Joannes Gijsen, con molto disappunto della comunità di credenti di 's-Hertogenbosch. Dopo la conclusione della Santa Messa il papa ebbe ancora un incontro con i rappresentanti dell'istruzione cattolica. Le strade di 's-Hertogenbosch erano pressoché vuote. Il papa trascorse la notte nella nunziatura de L'Aia, dopo aver avuto una cena a base di asparagi e sogliola.

## A Utrecht

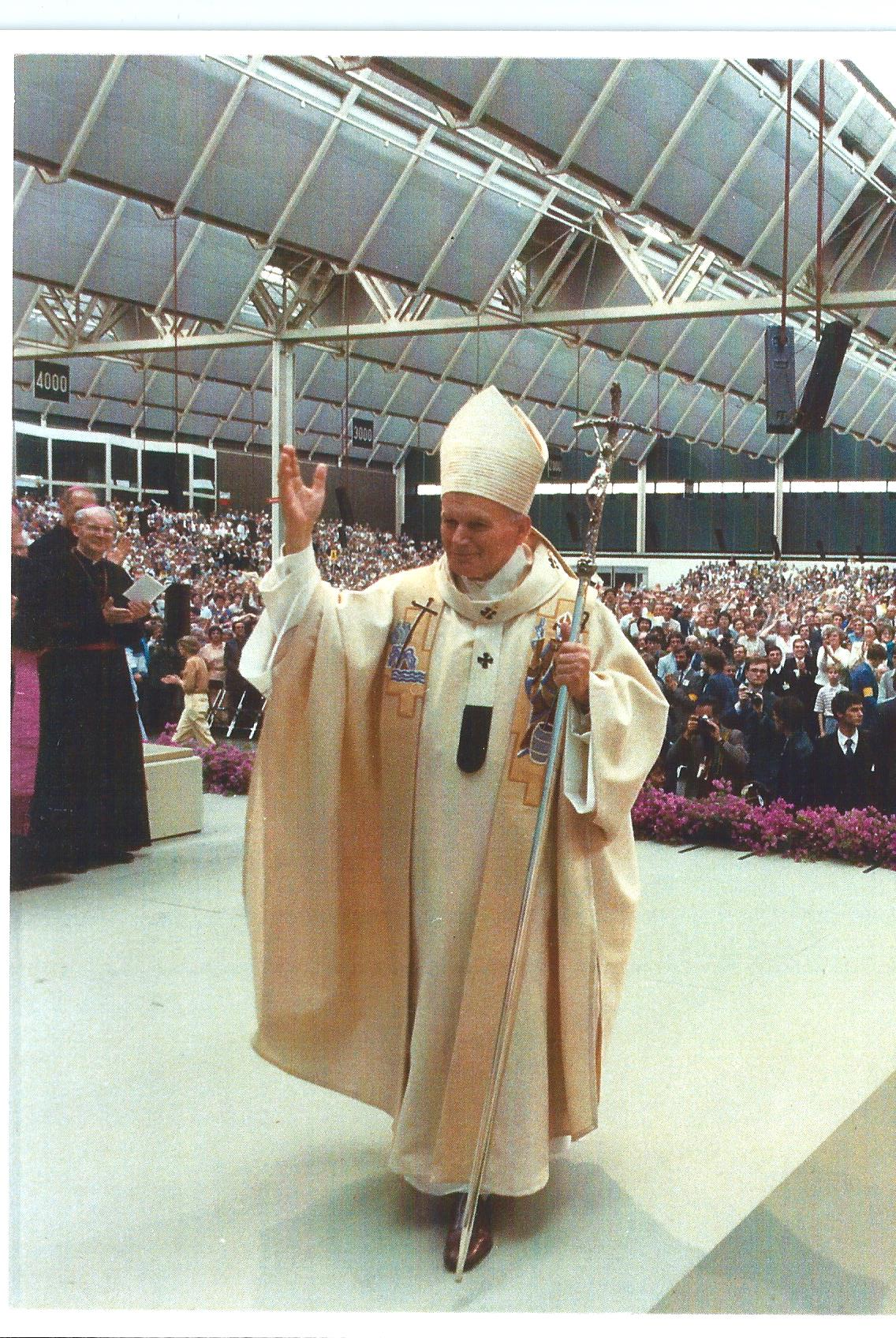
Papa Giovanni Paolo II nel Jaarbeurs di Utrecht (12 maggio 1985)

Il 12 maggio il papa trascorse tutta la giornata a Utrecht. In mattinata ebbe un incontro con i rappresentanti dei monasteri olandesi. In seguito il programma proseguì nella mostra di Utrecht. L'autobus su cui si trovava il papa non poté raggiungere l'ingresso della mostra a causa di una dimostrazione di circa 4.000 manifestanti e dovette quindi fare retromarcia. Venne impegnata un'unità mobile e due agenti spararono dei colpi di avvertimento; i finestrini di una jeep della polizia furono infranti, la jeep venne colpita con delle pietre, così come le finestre del Palazzo del papa, che il papa avrebbe dovuto visitare quello stesso giorno.
Alla mostra, il papa ebbe una serie di incontri: con i rappresentanti degli assistenti sociali, con la cura pastorale e con i rappresentanti delle missioni olandesi. Durante quest'ultimo incontro si ascoltò il più memorabile momento della giornata, quando Hedwig Wasser, rappresentante delle missioni collettive, in deroga al suo testo approvato precedentemente, disse: "Siamo credibili col messaggio del Vangelo, se si predica con un dito alzato invece di una mano tesa? Se non viene dato spazio se non chiusura alle coppie conviventi non sposate, a quelle divorziate, ai preti sposati, agli omosessuali e alle donne?" Il papa non mosse un dito. In seguito ebbe un incontro con i rappresentanti delle parrocchie olandesi. La giornata si chiuse con la Santa Messa nel salone del Jaarbeurs. Il papa trascorse la notte nel monastero di Nostra Amata Signora di Eem ad Amersfoort.

## L'Aia, Maastricht e chiusura
Il terzo giorno della visita papale si svolse a L'Aia. Il papa condusse la Santa Messa nel complesso sportivo di Houtrusthallen con i rappresentanti dei malati e dei diversamente abili. In seguito ebbe un incontro con il corpo diplomatico e con i rappresentanti del governo e del parlamento. Il papa visitò anche il Palazzo della Pace e incontro i dirigenti delle altre chiese cattoliche. Poi pranzò con la regina Beatrice dei Paesi Bassi presso il palazzo Huis ten Bosch. 

Il 14 maggio il papa visitò Maastricht. Qui visitò la tomba del santo Servazio di Tongres e si diresse ancora una volta all'aeroporto di Maastricht Aquisgrana per la Santa Messa. Ad Amersfoort il papa incontrò anche un gruppo di giovani sul terreno dell'allora collegio di Eemland. Fu sorprendente soprattutto il fatto che il papa avesse ampiamente affrontato le dichiarazioni che i giovani avevano anticipatamente mandato al papa. Tra l'altro, il papa rispose: 
 La Chiesa, cari ragazzi e ragazze, dovrà sempre essere una Chiesa giovane. Si deve rinnovare e convertirsi giorno per giorno. Deve fornire risposte alle domande di questi tempi. Sapete meglio di tutti di quali domande si tratta. Voi siete, dopotutto, figli di questi tempi. E quindi avete delle critiche nei confronti della Chiesa. Spesso critiche aspre. Potrete capire, che noi anziani abbiamo un po' di problemi. Alcuni di voi ci fanno anche male. Eppure non vorremmo affatto che voi la smettiate. Dovete continuare a raccontarci tutto onestamente. Ma devi anche prestare attenzione alle critiche da parte nostra: le tue critiche devono provenire da una sincera preoccupazione per la Chiesa. 
 Dopo questo incontro, il santo padre tenne ancora una visita privata con il cardinale Bernard Jan Alfrink nel suo bungalow nella tenuta di Dijnselburg a Huis ter Heide. Infine, tenne ancora un discorso agli arcivescovi olandese in cui ricordò loro l'assemblea speciale per i Paesi Bassi del Sinodo dei vescovi del 1980. Durante la chiusura di cerimonia non disse una parola riguardo ai lati negativi della visita. Disse soltanto: "Ho provato molta ammirazione per il loro ordine (gli olandesi), la loro dolcezza, la prosperità e ospitalità, per la salute robusta, la voglia di lavorare e il senso religioso. Il mio cuore è colmo di gratitudine e felicità".  Il papa si recò in Lussemburgo, dove lo attendeva un ricevimento più caloroso. Il cardinale Simonis era contento che la visita si fosse conclusa: "Non c'è mai stato un giorno in cui ho avuto un così grande sospiro di sollievo come quando eravamo sull'aereo per il Lussemburgo".

## Gerard Reve
Gerard Reve fu ingaggiato come inviato speciale del giornale NRC Handelsblad in occasione della visita papale. I suoi report quotidiani furono successivamente raccolti nel libro Roomse Heisa.